# Distretto di Hurunui
Il distretto di Hurunui è un'autorità territoriale della Nuova Zelanda che si trova entro i confini della regione di West Coast, nell'Isola del Sud. La sede del Consiglio distrettuale si trova nella città di Amberley.